# Christian Ulrich von Hardenberg
Christian Ulrich von Hardenberg (auch: Christianus Ulricus ab Hardenberg; * 1663 in Hoya; † 6. Mai 1735 in Hannover) war ein hannoverscher Schlosshauptmann und Hofmarschall. Sein Schreiben an den Universalgelehrten Gottfried Wilhelm Leibniz ist heute Teil des Weltdokumentenerbes der UNESCO.

## Leben
Christian Ulrich von Hardenberg entstammte dem niedersächsischen Adelsgeschlecht von Hardenberg. Er wurde 1663 als Sohn des gleichnamigen späteren kurfürstlich braunschweig-lüneburgischen Majors und Erbherrn auf Geismar Christian Ulrich von Hardenberg (* 20. Mai 1628; † 18. März 1963 in Hoya) und der Konkordia Sibylla von Lamminger (beigesetzt 11. April 1697 in Hoya), Witwe des am 19. September 1642 geheirateten Offiziers in kaiserlichen Diensten Conrad Heinrich von Staffhorst (1623–1657), geboren.
Von Hardenberg studierte 1683 an der Universität Rinteln. Zeitweilig wirkte er auch als Respondent an der Georg-August-Universität Göttingen.
Ab 1691 stand er zunächst im Dienst der Landesregierung von Sachsen-Gotha, bevor er in den diplomatischen Dienst für die Höfe in Hannover und Celle wechselte. 1696 wurde er zum Legationsrat ernannt. 1701 übernahm von Hardenberg die Aufgaben des Schlosshauptmanns in Hannover. Wenige Jahre später wurde er 1707 zum Hofmarschall und Kammerrat ernannt.
Während der Personalunion zwischen Großbritannien und Hannover wirkte von Hardenberg in den Jahren von 1722 bis 1727 in London. In diesem Zeitraum leitete er die dortige Deutsche Kanzlei und erhielt 1725 den Titel eines Wirklichen Geheimen Rates verliehen.
Zurück in Hannover übernahm von Hardenberg ab 1731 die Funktion des hannoverschen Kammerpräsidenten.
Christian Ulrich von Hardenberg war Erbherr auf Heinsen und mitbelehnt auf den Gütern zu Geismar und Levershagen.

## Familie
Christian Ulrich von Hardenberg heiratete am 15. April 1694 das fürstlich wolfenbüttelsche Kammerfräulein Augusta von Hardenberg, Tochter des Erbherrn auf Hardenberg Hildebrand Christoph von Hardenberg (1621–1682) und der Magdalena Christine von Sehestedt (verheiratet seit 13. November 1661).
Das Ehepaar hatte den Sohn Christoph Friedrich von Hardenberg (* 1695; † 2. Juni 1752). Dieser war später Erbherr auf Heinsen und Kammerherr. Er heiratete am 25. Mai 1752 Charlotte von Donop. Diese erbte 1752 Heinsen und verheiratete sich 1753 in zweiter Ehe mit Friedrich Engelbrecht August von Düring, der dadurch zum neuen Erbherrn auf Heinsen wurde.

## Korrespondenz mit Leibniz
Am 10. Dezember 1697 verfasste von Hardenberg einen von Bamberg versandten, heute in öffentlichem Besitz befindlichen handschriftlichen Brief an Leibniz.

## Nachlass
Ein Nachlass von Hardenbergs ist über die Zentrale Datenbank Nachlässe (ZDN) für die Laufzeit 1699–1727 erfasst. Darin wird unter anderem die Betätigung als Berghauptmann genannt, während es in der Inhaltsangabe heißt: „Verpachtung der Zölle an der Elbe, Münzwesen in Hamburg, Bartenlebensche Streitigkeiten wegen dem Gute Brome, politische Korrespondenz“.